# Condé-sur-Noireau
Condé-sur-Noireau település Franciaországban, Calvados megyében. Lakosainak száma 4551 fő (2018. január 1.). Condé-sur-Noireau Proussy, Saint-Denis-de-Méré, Saint-Germain-du-Crioult, Montilly-sur-Noireau és Saint-Pierre-du-Regard községekkel határos.

## Népesség
A település népességének változása:
| Lakosok száma | 6254 | 6568 | 7098 | 6309 | 5603 | 5611 | 5244 | 4843 | 4641 | 4551 |
|               | 1962 | 1968 | 1982 | 1990 | 2006 | 2008 | 2013 | 2015 | 2017 | 2018 |